# Matrica
Matrica (izvorno angleško The Matrix) je znanstvenofantastični-pustolovski film, ki sta ga napisala in režirala Larry in Andy Wachowski in v katerem so nastopili Keanu Reeves, Laurence Fishburne, Carrie-Anne Moss, Joe Pantoliano in Hugo Weaving. Prvič so ga predvajali 31. marca 1999 v Združenih državah Amerike in je prvi v seriji Matrica, ki poleg filmov obsega še stripe, videoigre in animacije.
Film opisuje prihodnost, v kateri je resničnost, kot jo zaznavajo ljudje, pravzaprav Matrica: simulirana resničnost, ki so jo ustvarili misleči stroji, da bi ukrotili in si podjarmili človeško prebivalstvo, njihovo telesno toploto in električno aktivnost pa zdaj (v kombinaciji z jedrsko fuzijo) uporabljajo kot vir energije. Ko to spozna računalniški programer Neo, se priključi uporu proti strojem. Film vsebuje številne sklice na kiberpankovsko in hekersko subkulturo, filozofske in religiozne predstave (posebno zen) ter črpa iz Aličinih dogodivščin v čudežni deželi, hongkonške kinematografije, špagetivesternov, distopične fikcije in japonske animacije.

## Vloge
- Keanu Reeves kot Thomas A. Anderson/Neo: računalniški programer, ki uporablja vzdevek Neo in pozneje, ko je treba Morfeja rešiti iz rok agentov, spozna, da je Izbrani.
- Laurence Fishburne kot Morfej: človek, ki se je osvobodil iz Matrice, poveljnik Nebukadnezarja. On je tisti, ki poišče Nea in ga seznani z resnico.
- Carrie-Anne Moss kot Trojica: članica posadke Nebukadnezarja in Neova partnerica; osvobodil jo je Morfej.
- Hugo Weaving kot agent Smith: misleči program Matrice, katerega smoter je uničenje Ziona in preprečevanje izhoda iz Matrice. V nasprotju z drugimi agenti pa se želi osvoboditi svojih dolžnosti.
- Joe Pantoliano kot Cifra: še eden od Morfejevih osvobojencev. Morfeja izda agentom, ki ga vrnejo v Matrico.
- Julian Arahanga kot Apoc: osvobojenec in član posadke Nebukadnezarja. Ubije ga Cifra.
- Anthony Ray Parker kot Dozer: »Naravni« človek, rojen zunaj Matrice. Pilot Nebukadnezarja.
- Marcus Chong kot Tank: »operater« Nebukadnezarja, Dozerjev brat. Rojen zunaj Matrice.
- Matt Doran kot Miš: Osvobojenec in programer na krovu Nebukadnezarja.
- Gloria Foster kot Orakelj: izgnani misleči računalniški program, ki še vedno prebiva v Matrici in s svojo jasnovidnostjo in modrostjo pomaga pri osvobajanju ljudi.
- Belinda McClory kot Stikalo: Morfejev osvobojenec in član posadke Nebukadnezarja. Ubije jo Cifra.
- Paul Goddard kot agent Brown: eden od dveh mislečih programov agentov, ki si skupaj z agentom Smithom prizadevata uničiti Zion in ljudem preprečiti pobeg iz sistema.
- Robert Taylor kot agent Jones: drugi misleči program agent, ki sodeluje z agentom Smithom.